# 10683 Carter
10683 Carter eller 1980 LY är en asteroid i huvudbältet som upptäcktes den 10 juni 1980 av det amerikanska astronom paret Eugene M. och Carolyn S. Shoemaker vid Palomar-observatoriet. Den är uppkallad efter Carter Worth Roberts.
Den har den diameter på ungefär 3 kilometer.